# Gottlob Friedrich Haug

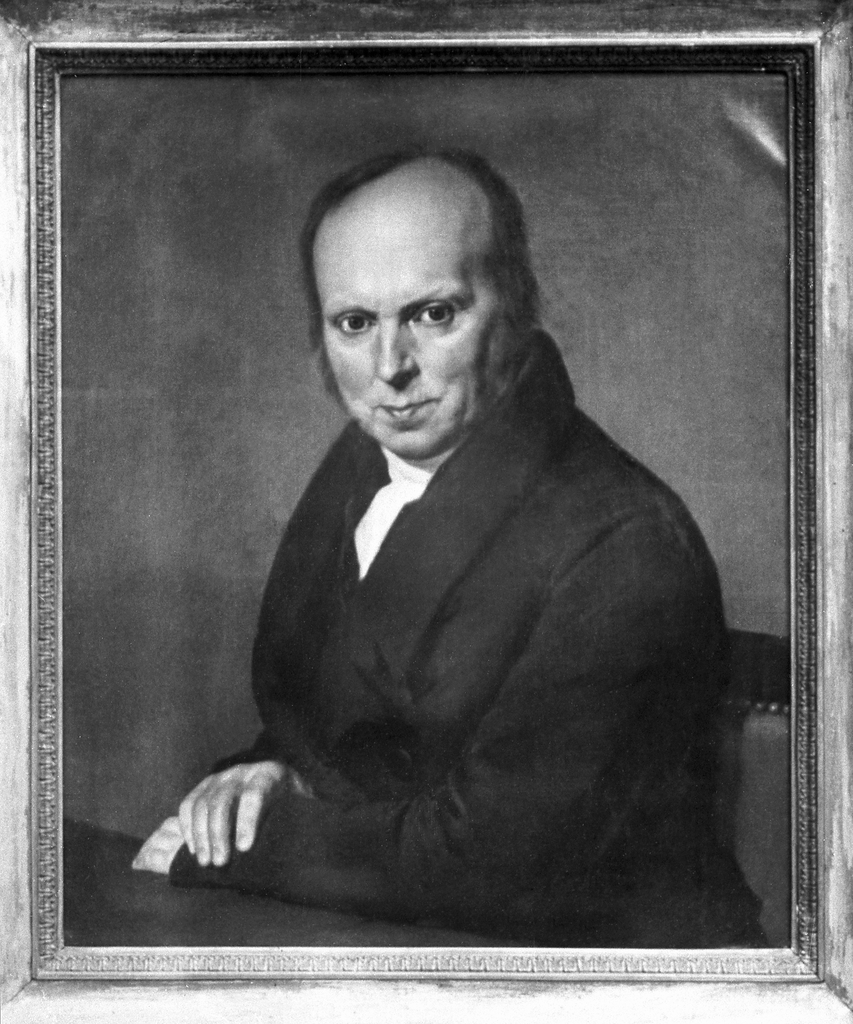
Gottlob Friedrich Haug auf einem Ölgemälde porträtiert von Gottlob Wilhelm Morff

Gottlob Friedrich Haug (* 5. Oktober 1769 in Ludwigsburg, Herzogtum Württemberg; † 10. Januar 1850 in Stuttgart, Königreich Württemberg) war ein württembergischer Landvermesser, Kartograf, Mathematiker, Physiker und Uhrmacher. Haug hat zahlreiche Vorfahren aus der Württembergischen Ehrbarkeit. So ist er auch ein Nachkomme des Reformators Johannes Brenz. Seit 1829 war Haug bis zu seinem Ruhestand Professor für Algebra und Physik an der Vereinigten Real- und Gewerbeschule Stuttgart, deren naturwissenschaftliche Lehrveranstaltungen der später gegründeten Universität Stuttgart zur Fakultät erhoben, integriert wurde. Haug wurde schon in jungen Jahren bekannt für seine Herstellung von Himmelsgloben und Erdgloben.

## Leben

### Herkunft und Familie
Johann Friedrich Gottlob Haug war das vierte Kind des Ludwigsburger Hofinstrumentenmachers Johann Friedrich Haug (1730–1793) und dessen zweiter Ehefrau Charlotte Katharina Sidonie Commerell, der am 24. Februar 1734 zu Ludwigsburg geborenen Tochter des herzoglichen Kammermusikus Johann Friedrich Commerell.
Johann Friedrich Gottlob Haug lebte mit seiner Familie in Stuttgart, wo sein Vater seit 1778 an der Karlsschule, die als „militärische Pflanzschule“ im herzoglichen Lustschloss Solitude 1770 von Herzog Carl Eugen gegründet worden war und 1781 durch Kaiser Josef II. zur Hohen Karlsschule erhoben wurde, lehrte.

### Ausbildung
Johann Friedrich Gottlob Haug besuchte das Gymnasium illustre in Stuttgart, den humanistischen Zweig des Eberhard-Ludwigs-Gymnasiums, dem 1881 die Gründung des Karls-Gymnasiums Stuttgart folgte. Haug wurde ab 1786 an der Hohen Karlsschule „ausgebildet“. Er studierte Mathematik und Physik. Sein Vater unterrichtete ihn in Mechanik, der Technik und Anfertigung von mechanischen Instrumenten und Musikinstrumenten. 1792 wurde Johann Friedrich Gottlob Haug, 23-jährig, durch seine Konstruktion und die eigene Anfertigung von Erdgloben und Himmelsgloben bekannt.
Ein Exemplar dieser Globen aus dem Besitz der Herzöge von Württemberg, dem ehemaligen Bestand in ihrer Kunstkammer, befindet sich heute im Württembergischen Landesmuseum Stuttgart, Kunst- und Kulturgeschichtliche Sammlungen, in der Schausammlung „Legendäre Meisterwerke“ im Alten Schloss.

### Hofmechanikus und Hofuhrenmacher
Haug erhielt 1793 das Amt eines „Reparators der künstlichen Uhren“ in den herzoglichen Schlössern. 1794 wurde er zum „Hofmechanikus“ und „Hofuhrenmacher“ ernannt. Johann Friedrich Gottlob Haug wurde Hofmeister und Erzieher des Großvaters König Wilhelm II. von Württemberg, Prinz Paul von Württemberg.
Im Jahr 1799 begann Haug als Präzeptor am mittleren Gymnasium und an der Realschule in Stuttgart zu unterrichten. Als erfahrener Landvermesser erstellte er die zeitgemäßen, aktuellen Landkarten des Herzogtums Württemberg und späteren Königreichs Württemberg.

### Lehrauftrag amWürttembergischen Kadetteninstitutund an derForstschule

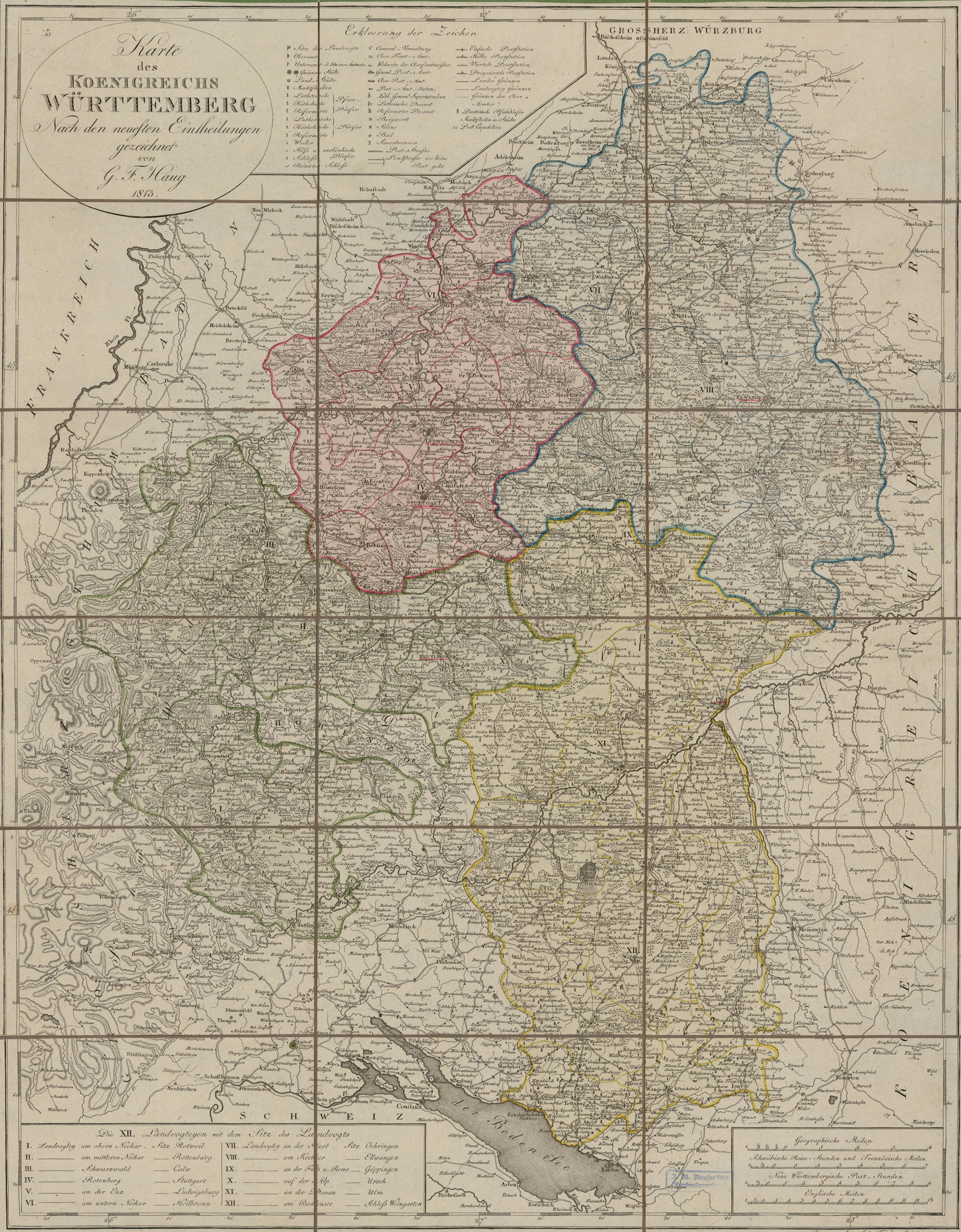
Karte des Königreichs Württemberg von Gottlob Friedrich Haug, Stuttgart, 1813

Von 1813 bis 1817 lehrte Haug auch Geographie am Württembergischen Kadetteninstitut, von 1818 bis 1820 lehrte er Geographie und Technologie an der Forstschule. 1818 wurde er Hauptlehrer am Gymnasium, 1820 erhielt er den Titel Professor. Im Nebenamt übernahm er 1821 die Position des technischen Referenten bei der Katasterkommission, später beim Steuerkollegium, wo er bis 1843 tätig war. Von der Gründung der Vereinigten Real- und Gewerbeschule, aus der später die Universität Stuttgart hervorging, 1829 bis zu seinem Ruhestand 1839 lehrte er dort Mechanik und Maschinenlehre. 1833/34 war er Verweser der Stelle des Vorstandes der Schule.
Schon sein Vater Johann Friedrich Haug kannte möglicherweise den Pfarrer und Erfinder Philipp Matthäus Hahn (1739–1790). Johann Friedrich Gottlob Haug befasste sich intensiv mit der Konstruktionsweise der „Hahnschen Uhren“. Johann Friedrich Gottlob Haug erwarb aus dem Nachlass von Philipp Matthäus Hahn die als „Ludwigsburger Weltmaschine“ bekannte astronomische Uhr. Dies bewog ihn als über 70-Jährigen im Ruhestand, selber zwei astronomische Uhren zu bauen, die sich im Familienbesitz befinden.

## Ehen und Nachkommen
Haug war zweimal verheiratet. Er vermählte sich 1794 in erster Ehe mit Juliane Luise Märklin (1774–1823). Dieser Ehe entsprossen 13 Kinder. Nach dem Tod von Juliane Luise vermählte sich Haug 1824 in zweiter Ehe mit Wilhelmine Jakobine Märklin (1778–1852), der Schwester seiner verstorbenen ersten Gemahlin. Seine zweite Ehe blieb kinderlos.
Zu Gottlob Friedrich Haugs Nachkommen zählen seine Söhne Carl Friedrich Haug (1795–1869) Historiker, für 40 Jahre Lehrstuhlinhaber für Universalgeschichte an der Eberhard Karls Universität Tübingen, dessen neun Töchter und sein einziger Sohn, der Papierfabrikant und Mühlenbesitzer Carl Friedrich Haug junior, der evangelische Pfarrer Ferdinand Haug (1807–1864), Dekan in Leonberg, Vater des Altertumsforschers Ferdinand Haug, neben anderen Nachkommen aus den nächsten folgenden Generationen der Musiker und Komponist von Hörspielproduktionen David Moufang.

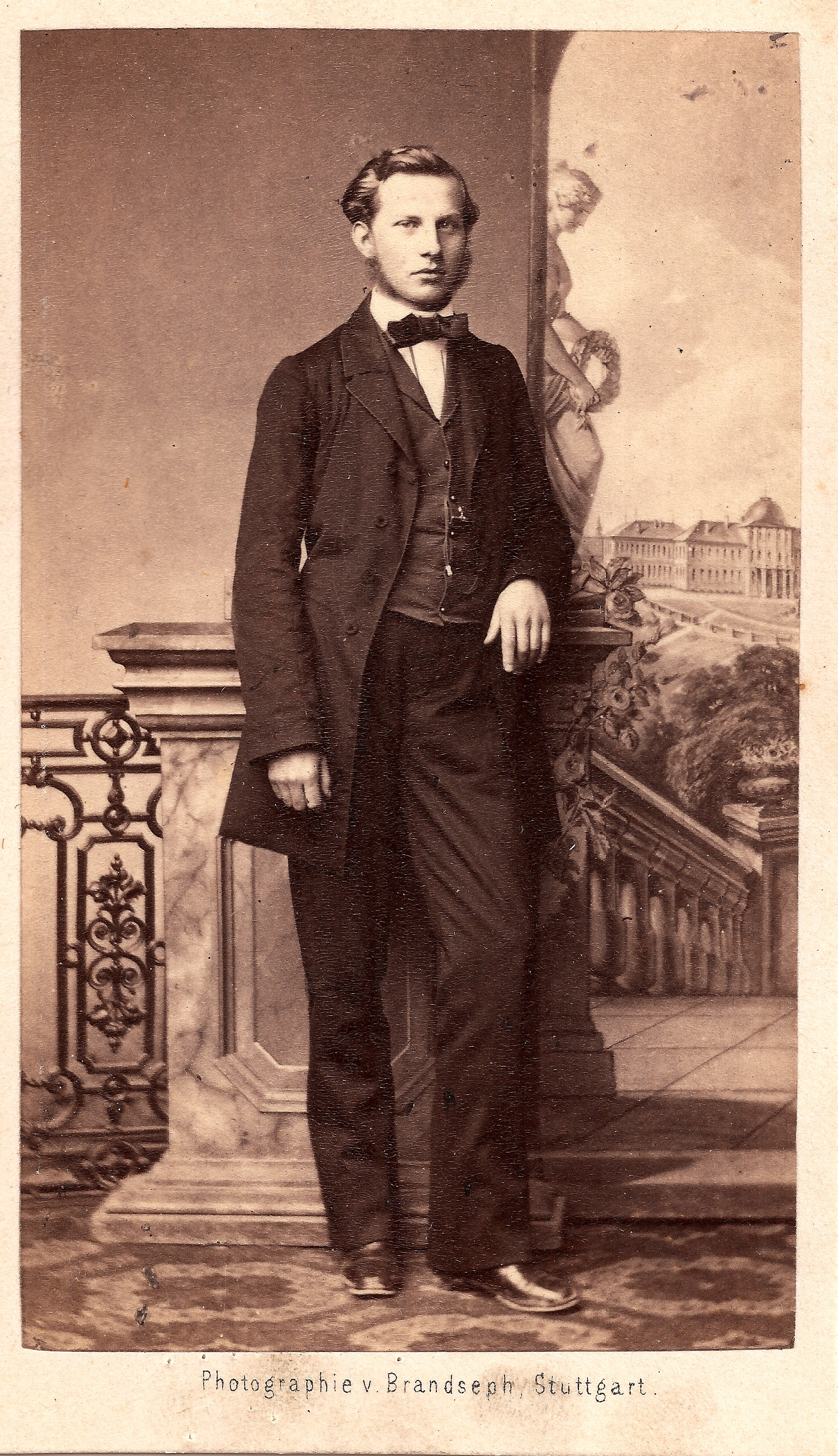
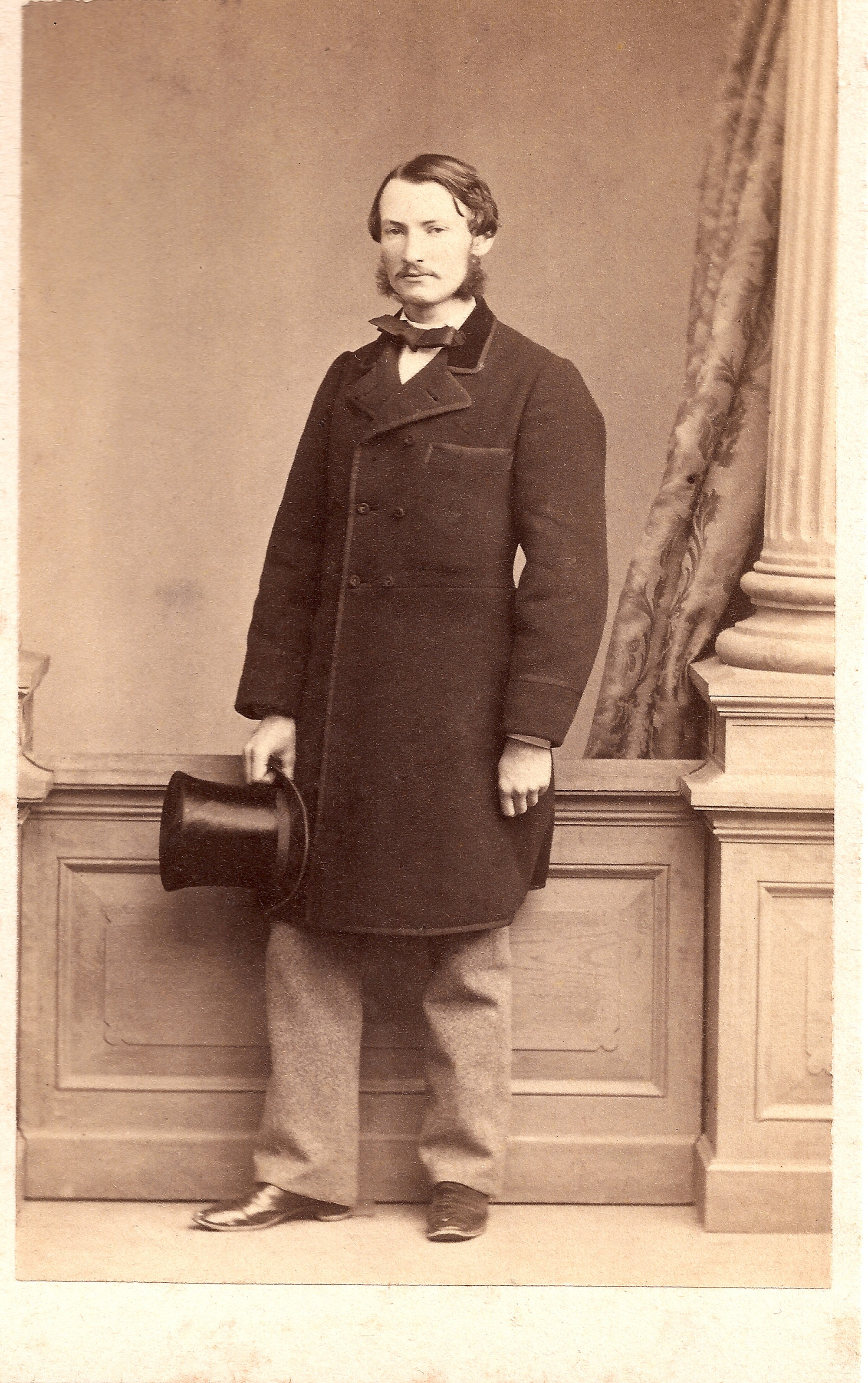
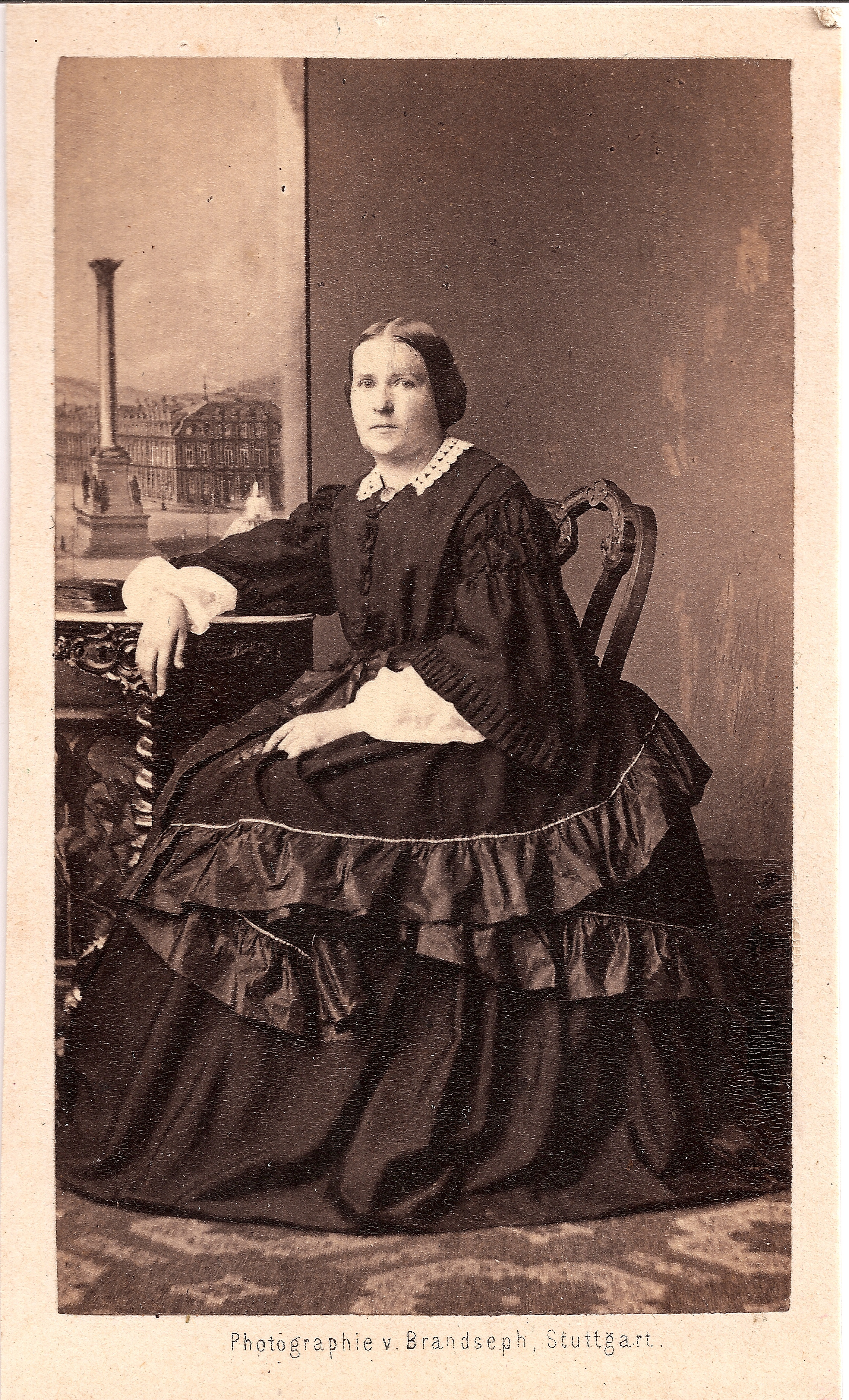
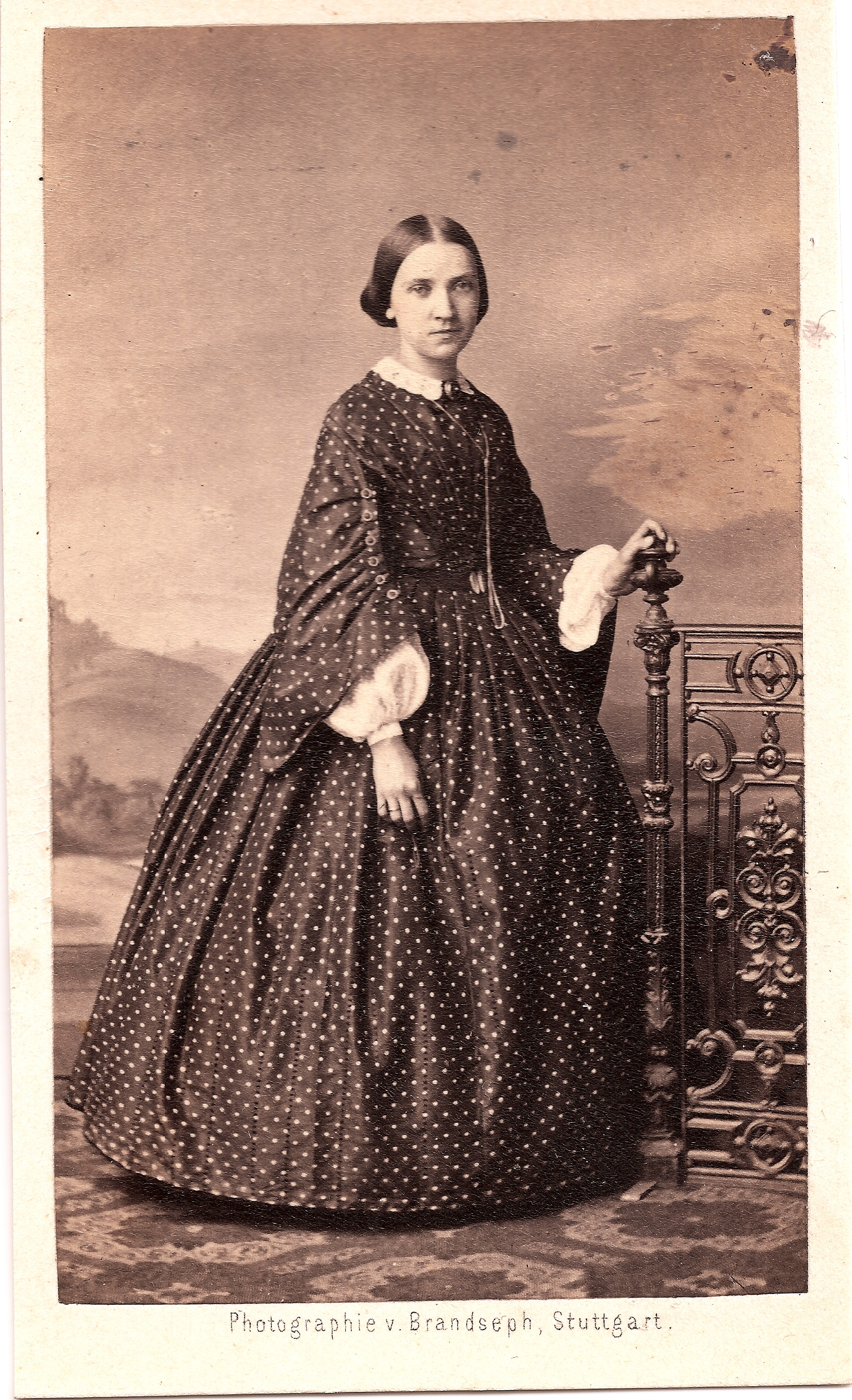
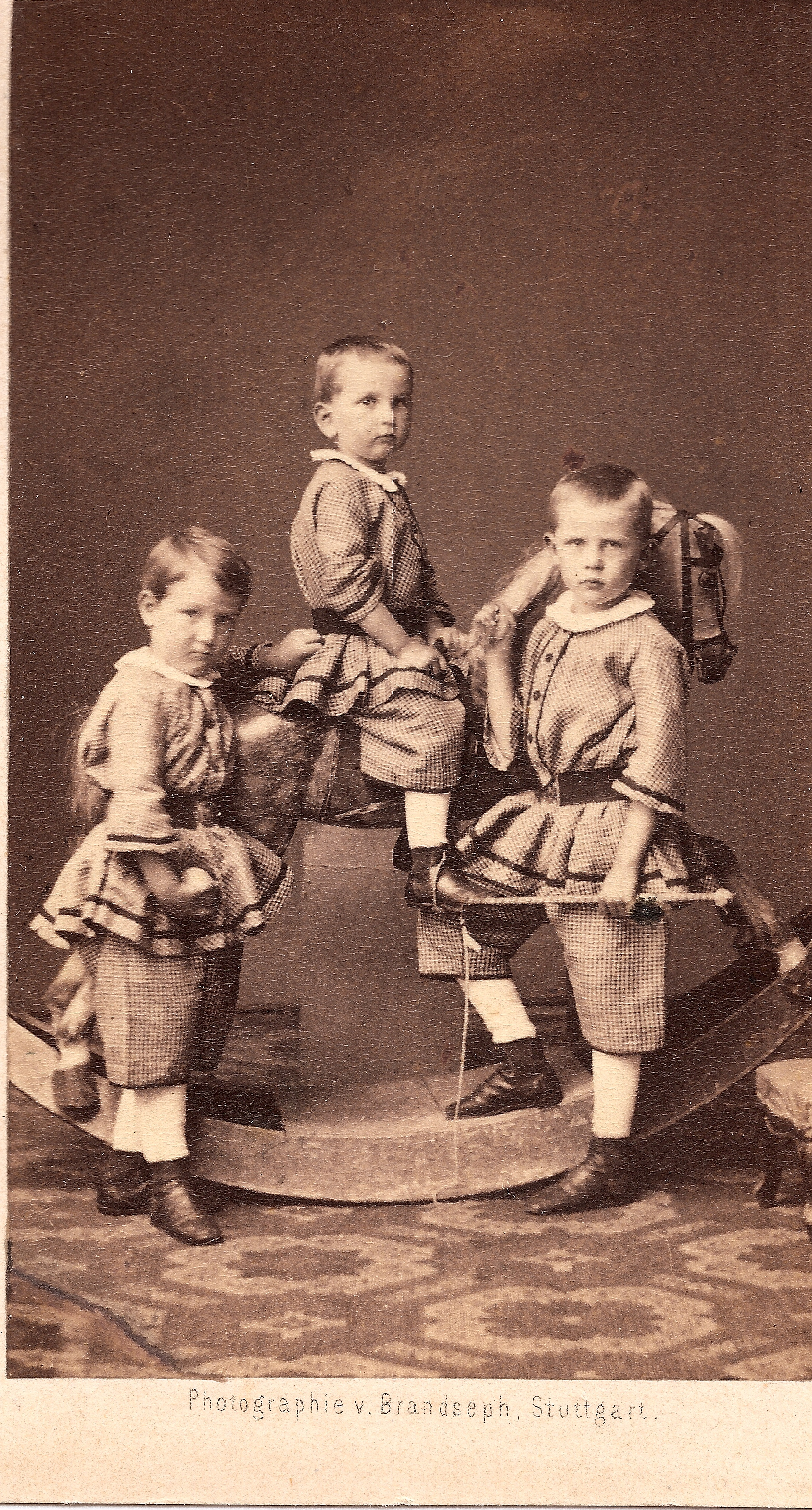
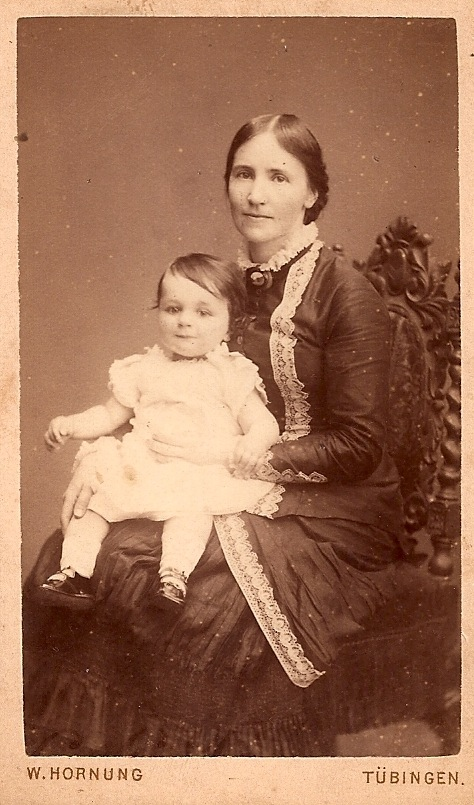
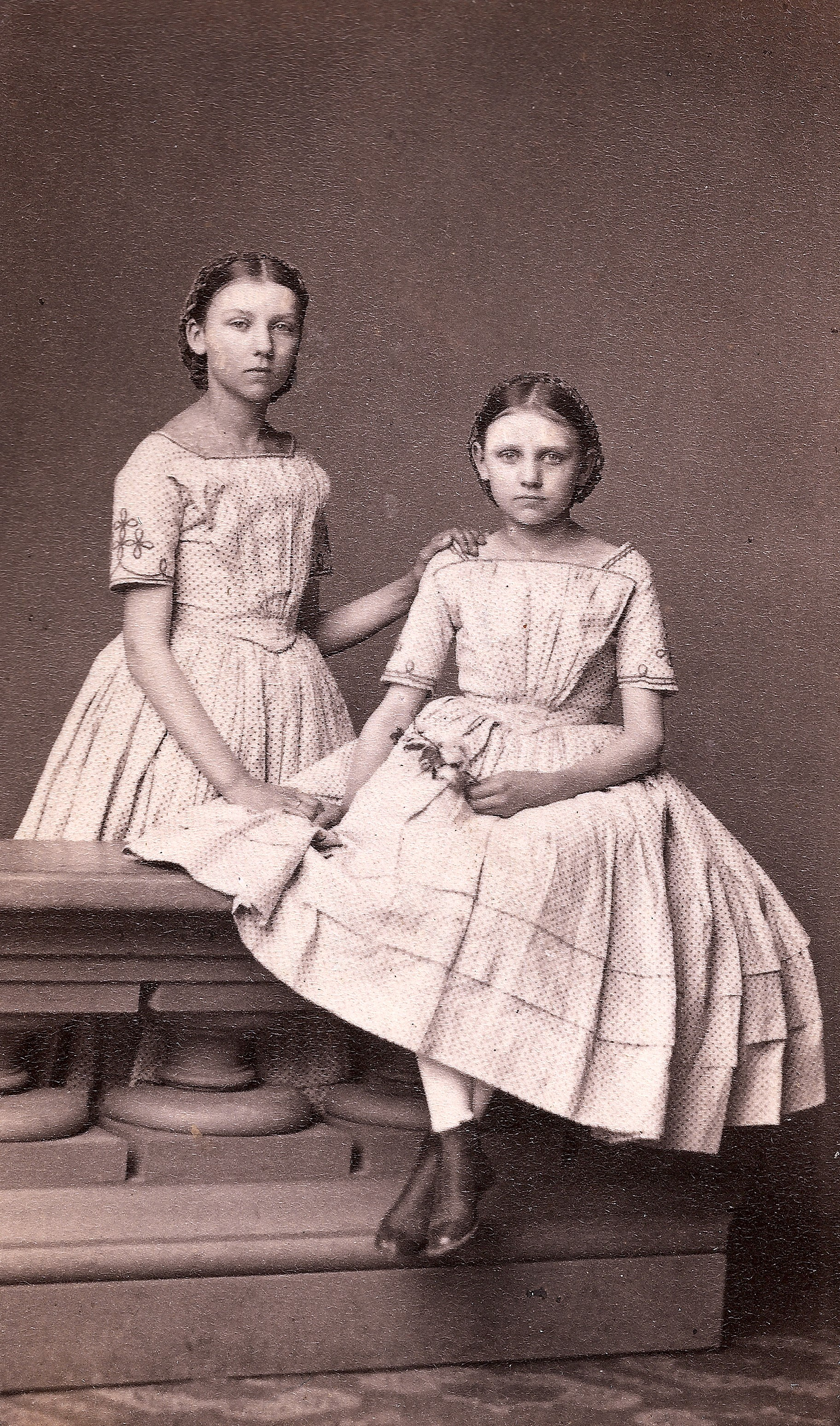

## Ausstellungen
Vom 1. Dezember 1999 bis zum 27. Februar 2000 fand im Städtischen Museum Ludwigsburg eine Ausstellung zum Leben und Wirken Gottlob Friedrich Haugs statt: „Durch Zeit und Raum. Gottlob Friedrich Haug 1769–1850“.

## Schriften

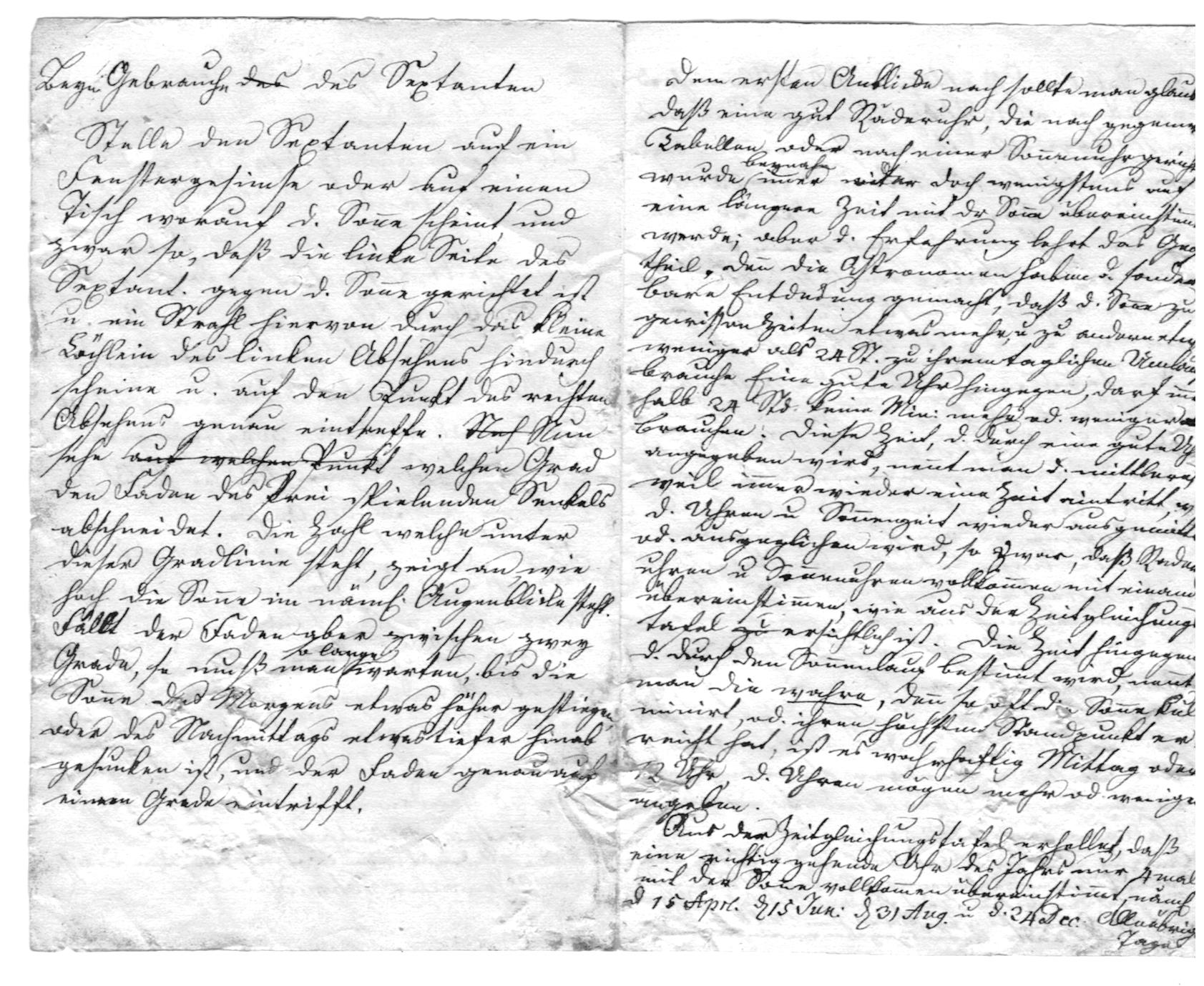
Gebrauch des Sextanten – eigenhändige Anweisung von G. F. Haug im Faksimile wiedergegeben

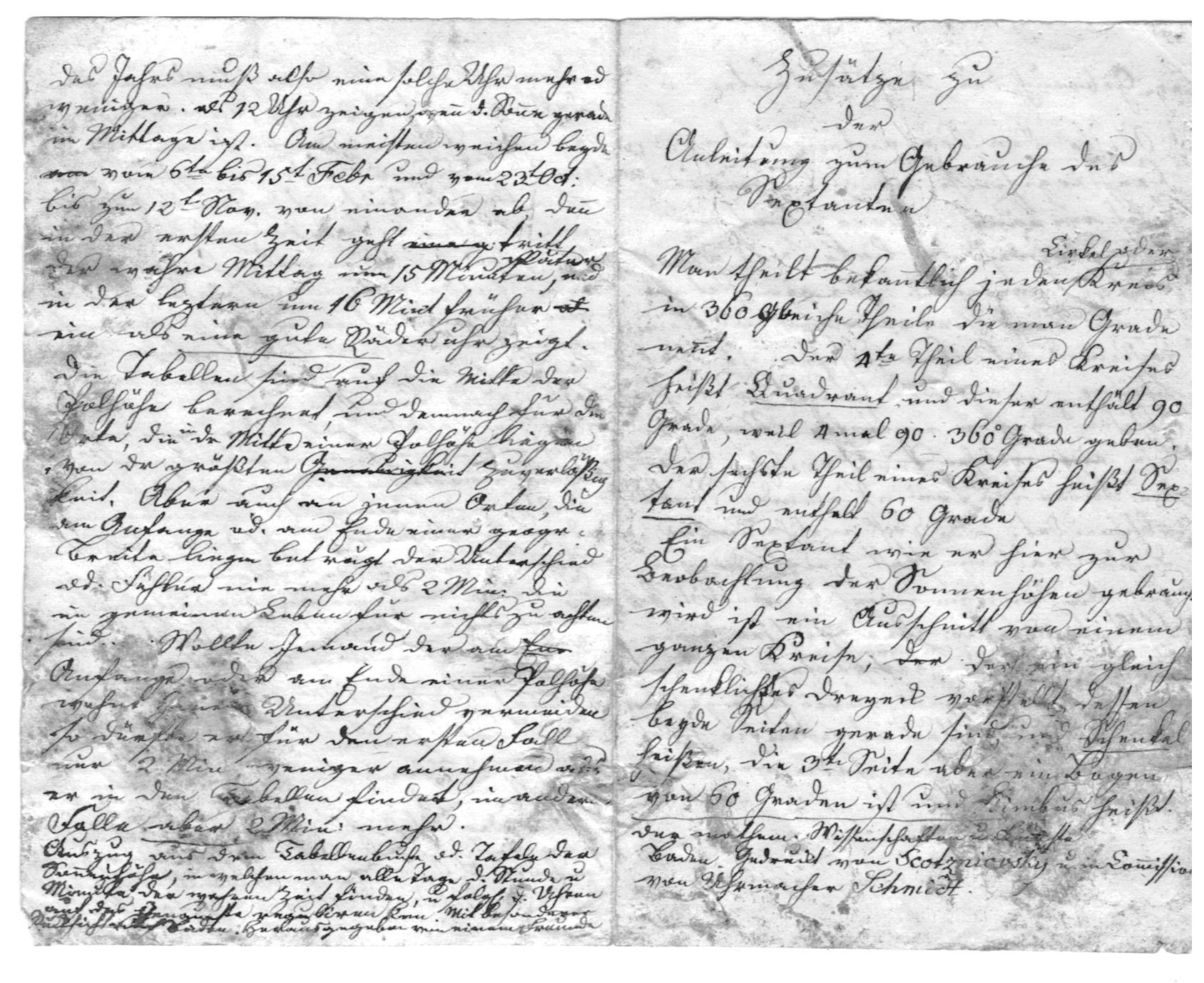
Rechts: Zusätze zu der Anleitung … – Handschrift von G. F. Haug als Faksimile wiedergegeben

- Kurze und deutliche Anleitung zum Gebrauch eines Sextanten, und denen hierzu gehörigen Tafeln der Sonnenhöhen, vermittelst welcher man, aus einer einzigen beobachteten Sonnenhöhe, die wahre Zeit sehr genau finden kann. Ein leichtes Mittel alle Uhren in unserm Lande, und in den übrigen, unter gleicher geographischer Breite liegenden Ländern Teutschlands, mit der Sonne, und unter einander, übereinstimmend zu machen; Nebst einem Verzeichnis vieler mechanischer, physikalischer, astronomischer und mathematischer Werkzeuge, welche verfertigt werden von Gottlob Friedrich Haug, Herzoglichen Hofmechanikus und Hofuhrmacher in Stuttgart. Cotta, Stuttgart 1794 (Digitalisat).
- Karte des Koenigreichs Württemberg. Joh. Friedr. Steinkopf, Stuttgart 1813 (Digitalisat).